# Ligne 6 du métro de Francfort
Pour les articles homonymes, voir U6.
La ligne U6 fait partie du réseau du métro de Francfort. Elle relie Ostbahnhof (gare de l'Est) à Praunheim Heerstraße à l'ouest.
Elle fut inaugurée en 1986 et compte actuellement 15 stations pour une longueur de 7,7 km.